# Самые странные слова в языках мира
Самые странные слова в языках мира — термин, используемый для описания лексических единиц, вызывающих удивление, улыбку или затруднение при переводе. Такие слова отражают уникальные культурные особенности, непривычные эмоции или крайне специфические ситуации, которые редко описываются в других языках одним словом.
Они могут быть:
- непереводимыми;
- необычными по значению;
- абсурдными или юмористическими;
- редкими или характерными только для определённого языка или культуры.

## Примеры
Ниже представлены наиболее известные примеры таких слов:
| Слово            | Язык                     | Значение                                                                                     |
| ---------------- | ------------------------ | -------------------------------------------------------------------------------------------- |
| Bakku-shan       | Японский                 | Девушка, привлекательная со спины, но не с лица                                              |
| Pochemuchka      | Русский                  | Человек, задающий множество вопросов                                                         |
| Schadenfreude    | Немецкий                 | Удовольствие, получаемое от чужих несчастий                                                  |
| Jayus            | Индонезийский            | Настолько неудачная шутка, что она вызывает смех                                             |
| Tartle           | Шотландский              | Пауза перед тем, как назвать имя человека, из-за того, что оно забылось                      |
| Tingo            | Рапануйский (о. Пасхи)   | Постепенное заимствование вещей у друга до тех пор, пока у него ничего не останется          |
| Gigil            | Тагальский               | Непреодолимое желание сжать или ущипнуть что-то чрезмерно милое                              |
| Kummerspeck      | Немецкий                 | Избыточный вес, набранный вследствие переедания на фоне стресса или переживаний              |
| Mamihlapinatapai | Яган                     | Взаимный взгляд двух людей, желающих, чтобы другой сделал первый шаг, но ни один не решается |
| L’appel du vide  | Французский              | Внезапное иррациональное желание совершить опасное действие (например, прыгнуть с высоты)    |
| Cafuné           | Португальский (Бразилия) | Нежное проведение пальцами по волосам любимого человека                                      |

## Причины появления
Появление таких слов может быть обусловлено различными факторами:
- Культурная специфика: уникальные выражения возникают, чтобы описать специфические явления или события, которые особенно важны в рамках определённой культуры.
- Необходимость точности: чтобы выразить тонкие различия в восприятии, важно иметь слова, которые точно передают нюансы.
- Языковая изоляция: языки, не подверженные сильному влиянию других, могут создавать специфическую лексику, которая не встречается в других языках.

## Культурное значение
Такие слова позволяют глубже понять особенности восприятия и мышления людей, говорящих на данном языке. Они используются в различных сферах:
- в литературе, поэзии и искусстве;
- в научных исследованиях, касающихся восприятия и психологии;
- в культурных и лингвистических изысканиях для понимания мировоззрения.

## В массовой культуре
Список странных слов часто используется в книгах, блогах и статьях, как примеры «непереводимых» понятий. Они становятся популярными в интернете, привлекая внимание к особенностям языков и культур, а также вдохновляют на создание контента в различных жанрах, от комедий до художественной литературы.